# Driedaagse De Panne - Koksijde 1986
La Driedaagse De Panne - Koksijde 1986, decima edizione della corsa, si svolse dal 25 al 27 marzo su un percorso di 537 km ripartiti in 3 tappe (la prima suddivisa in due semitappe), con partenza a Tielen e arrivo a De Panne. Fu vinta dal belga Eric Vanderaerden della squadra Panasonic davanti all'irlandese Sean Kelly e all'altro belga Jean-Luc Vandenbroucke.

## Tappe
| Tappa  | Data     | Percorso                              | km  | Vincitore di tappa | Leader cl. generale |
| ------ | -------- | ------------------------------------- | --- | ------------------ | ------------------- |
| 1ª-1ª  | 25 marzo | Tielen > Herzele                      | 128 | Eric Vanderaerden  | Eric Vanderaerden   |
| 1ª-2ª  | 25 marzo | Herzele > Herzele (cron. individuale) | 17  | Sean Kelly         | Eric Vanderaerden   |
| 2ª     | 26 marzo | Herzele > De Panne                    | 211 | Jef Lieckens       | Eric Vanderaerden   |
| 3ª     | 27 marzo | De Panne > De Panne                   | 181 | Eddy Planckaert    | Eric Vanderaerden   |
| Totale | Totale   | Totale                                | 537 |                    |                     |

## Dettagli delle tappe

### 1ª tappa - 1ª semitappa
- 25 marzo: Tielen > Herzele – 128 km

| Pos. | Corridore              | Squadra      | Tempo    |
| ---- | ---------------------- | ------------ | -------- |
| 1    | Eric Vanderaerden      | Panasonic    | 3h28'30" |
| 2    | Johan Capiot           | Roland       | a 20"    |
| 3    | Jean-Luc Vandenbroucke | KAS-Canal 10 | s.t.     |

| Pos. | Corridore         | Squadra   | Tempo |
| ---- | ----------------- | --------- | ----- |
| 1    | Eric Vanderaerden | Panasonic |       |

### 1ª tappa - 2ª semitappa
- 25 marzo: Herzele > Herzele (cron. individuale) – 17 km

| Pos. | Corridore              | Squadra      | Tempo  |
| ---- | ---------------------- | ------------ | ------ |
| 1    | Sean Kelly             | KAS-Canal 10 | 21'38" |
| 2    | Thierry Marie          | Système U    | a 7"   |
| 3    | Jean-Luc Vandenbroucke | KAS-Canal 10 | a 11"  |

| Pos. | Corridore         | Squadra   | Tempo |
| ---- | ----------------- | --------- | ----- |
| 1    | Eric Vanderaerden | Panasonic |       |

### 2ª tappa
- 26 marzo: Herzele > De Panne – 211 km

| Pos. | Corridore            | Squadra    | Tempo    |
| ---- | -------------------- | ---------- | -------- |
| 1    | Jef Lieckens         | Lotto      | 6h05'50" |
| 2    | Eric Vanderaerden    | Panasonic  | s.t.     |
| 3    | Jean-Paul van Poppel | Skala-Skil | s.t.     |

| Pos. | Corridore         | Squadra   | Tempo |
| ---- | ----------------- | --------- | ----- |
| 1    | Eric Vanderaerden | Panasonic |       |

### 3ª tappa
- 27 marzo: De Panne > De Panne – 181 km

| Pos. | Corridore         | Squadra      | Tempo    |
| ---- | ----------------- | ------------ | -------- |
| 1    | Eddy Planckaert   | Panasonic    | 4h58'30" |
| 2    | Eric Vanderaerden | Panasonic    | s.t.     |
| 3    | Sean Kelly        | KAS-Canal 10 | s.t.     |

| Pos. | Corridore              | Squadra      | Tempo     |
| ---- | ---------------------- | ------------ | --------- |
| 1    | Eric Vanderaerden      | Panasonic    | 14h07'30" |
| 2    | Sean Kelly             | KAS-Canal 10 | a 39"     |
| 3    | Jean-Luc Vandenbroucke | KAS-Canal 10 | a 55"     |

## Classifiche finali

### Classifica generale
| Pos. | Corridore              | Squadra        | Tempo     |
| ---- | ---------------------- | -------------- | --------- |
| 1    | Eric Vanderaerden      | Panasonic      | 14h07'30" |
| 2    | Sean Kelly             | KAS-Canal 10   | a 39"     |
| 3    | Jean-Luc Vandenbroucke | KAS-Canal 10   | a 55"     |
| 4    | Thierry Marie          | Système U      | a 58"     |
| 5    | Ferdi Van Den Haute    | Skala-Skil     | a 1'20"   |
| 6    | Adrie van der Poel     | Kwantum Hallen | a 1'21"   |
| 7    | Laurent Fignon         | Système U      | a 1'30"   |
| 8    | Allan Peiper           | Panasonic      | a 1'33"   |
| 9    | Jelle Nijdam           | Kwantum Hallen | a 1'36"   |
| 10   | Nico Emonds            | Kwantum Hallen | a 1'44"   |